# 5000-Meter-Lauf

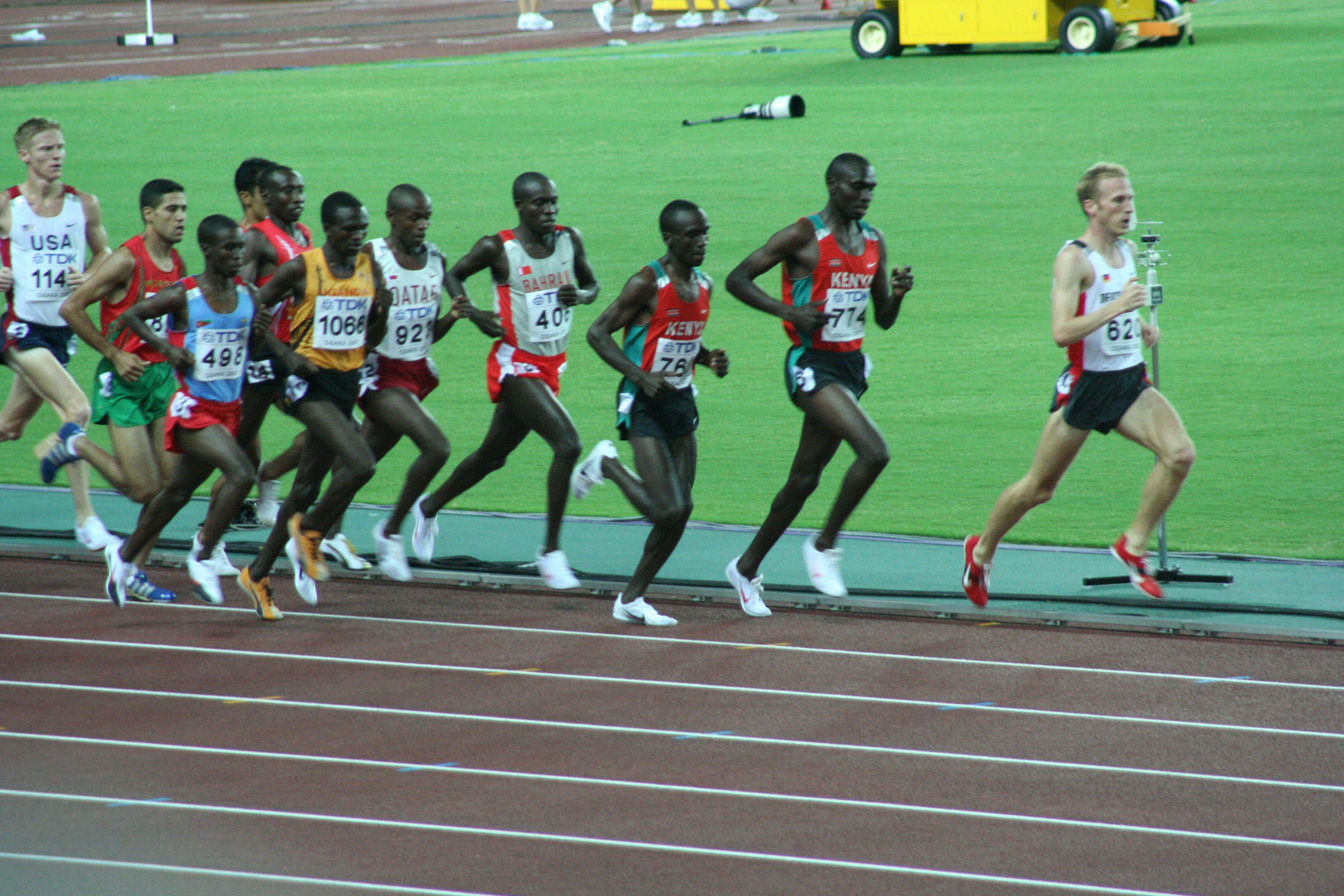
5000-Meter-Lauf

Der 5000-Meter-Lauf ist eine Laufdisziplin der Leichtathletik – die kürzeste Distanz von drei olympischen Disziplinen auf der Langstrecke. Zu laufen sind im Stadion zwölfeinhalb Runden, wobei der Start am 200-Meter-Punkt der Stadionrunde erfolgt, also vor der Kurve zur Zielgeraden. Neben den üblichen Wettbewerben im Leichtathletikstadion werden auch Rennen über die Distanz von fünf Kilometer als Straßenlauf durchgeführt.
Die Weltrekordhalterin bei den Frauen ist die Kenianerin Beatrice Chebet, die am 5. Juli 2025 in Eugene, Oregon, 13:58,06 min lief. Der Ugander Joshua Cheptegei hält seit dem 14. August 2020 den Weltrekord bei den Männern mit einer Zeit von 12:35,36 min. Die schnellsten Männer erreichen Zeiten unter 13:00 Minuten, was etwa 6,41 m/s oder 23,08 km/h entspricht. Die schnellsten Frauen erreichen Zeiten um 14:30 Minuten, das entspricht 5,74 m/s oder 20,68 km/h.
Bester Europäer auf dieser Strecke ist seit dem 21. Juli 2023 der Spanier Mohamed Katir mit einer Zeit von 12:45,01 min. Den Europarekord bei den Frauen hält seit dem 23. Juli 2023 die Niederländerin Sifan Hassan mit 14:13,42 min.
Den deutschen Rekord halten mit 14:26,76 min Konstanze Klosterhalfen (3. August 2019 in Berlin) und Dieter Baumann mit 12:54,70 min (13. August 1997 in Zürich). Österreichs Rekordhalter auf dieser Strecke sind Susanne Pumper (15:10,54 min) und Günther Weidlinger (13:13,44 min). Die Schweizer Langstreckenläufer Anita Weyermann (14:59,28 min) sowie Dominic Lobalu (12:50,9 min) halten die Nationalrekorde ihres Landes.
Bei Olympischen Spielen steht der 5000-Meter-Lauf bei den Männern seit 1912 in Stockholm im Programm, für Frauen erst seit 1996 in Atlanta.
Die 5000 Meter sind auch Bestandteil der Deutschen Meisterschaften, wurden aber früher getrennt von der Hauptveranstaltung im Rahmen der Deutschen Meisterschaften im 10.000-Meter-Lauf ausgetragen.

## Geschichte
Langstreckenläufe, die mit dem 5000-Meter-Lauf vergleichbar sind, gab es schon bei den Olympischen Spielen der Antike, bei denen 20 Stadien (3845 Meter) oder 24 Stadien (4616 Meter) zu laufen waren. Der griechische Name für diesen Lauf lautet Dolichos.
In der Neuzeit wurden zunächst im englischsprachigen Raum 3 Meilen (4828,032 Meter) gelaufen. Bei den Olympischen Spielen dauerte es länger als bei anderen Disziplinen der Leichtathletik, bis die Strecke Anerkennung fand. Als erster Langstreckenlauf kam bei den Olympischen Zwischenspielen 1906 in Athen ein 5-Meilen-Lauf (8046,72 Meter) ins Programm, der ebenso bei den Olympischen Spielen 1908 in London ausgetragen wurde. Seit 1912 in Stockholm werden von den Männern die 5000 Meter und die 10.000 Meter gelaufen.
In Deutschland waren bis zum Ersten Weltkrieg weder der 5000- noch der 10.000-Meter-Lauf verbreitet, stattdessen wurde die deutsche Meile mit einer Länge von 7500 Metern gelaufen (letzter deutscher Rekord: 22:43,2 min im Jahre 1939 durch Max Syring). Ins Programm der Deutschen Meisterschaften kam der 5000-Meter-Lauf erstmals am 23./24. August 1919.
Die ersten Frauenrennen auf Langstrecken wurden 1953 in Großbritannien über eine Länge von 3000 Metern ausgetragen. 1983 in Helsinki wurden die 3000 Meter Weltmeisterschaftsstrecke, 1984 in Los Angeles olympisch. Für Frauen hat sich die 5000-Meter-Strecke 1995 bei den Weltmeisterschaften in Göteborg und 1996 bei den Olympischen Spielen in Atlanta durchgesetzt, nachdem der 10.000-Meter-Lauf bereits acht Jahre früher als Frauendisziplin anerkannt war.
Die 5000-Meter-Läufe sind seit den 1920er Jahren von den Trainingsmethoden der dominierenden Läufer geprägt: Paavo Nurmi (Finnland) lief zweimal täglich lange Strecken, im Winter auf Skiern, ergänzt durch Wiederholungsläufe über Kurzstrecken. Der Schwede Gunder Hägg erfand in den 1940er Jahren das Fahrtspiel (fartlek), das aus Geländeläufen mit wechselndem Tempo bestand und auch im Langstreckenlauf Einzug hielt. Emil Zátopek war Ende der 1940er/Anfang der 1950er Jahre mit seiner Intervallmethode erfolgreich, bei der er z. B. 60-mal 400 Meter lief. In den 1960er Jahren begann sich das Ausdauertraining durchzusetzen, nachdem Murray Halberg (Neuseeland) bei den Olympischen Spielen 1960 in Rom überraschend den 5000-Meter-Lauf gewann.

## Meilensteine
Männer
- erste registrierte Zeit: 15:54 min,  Walter George, 17. Mai 1884 in London
- erster offizieller Weltrekord: 14:36,6 min,  Hannes Kolehmainen, 10. Juli 1912 in Stockholm
- erste Zeit unter 14:30 Minuten: 14:28,2 min,  Paavo Nurmi, 19. Juni 1924 in Helsinki
- erste Zeit unter 14 Minuten: 13:58,2 min,  Gunder Hägg, 20. September 1942 in Göteborg
- erste Zeit unter 13:30 Minuten: 13:25,8 min,  Ron Clarke, 4. Juni 1965 in Compton
- erste Zeit unter 13 Minuten: 12:58,39 min,  Saïd Aouita, 22. Juli 1987 in Rom

Frauen

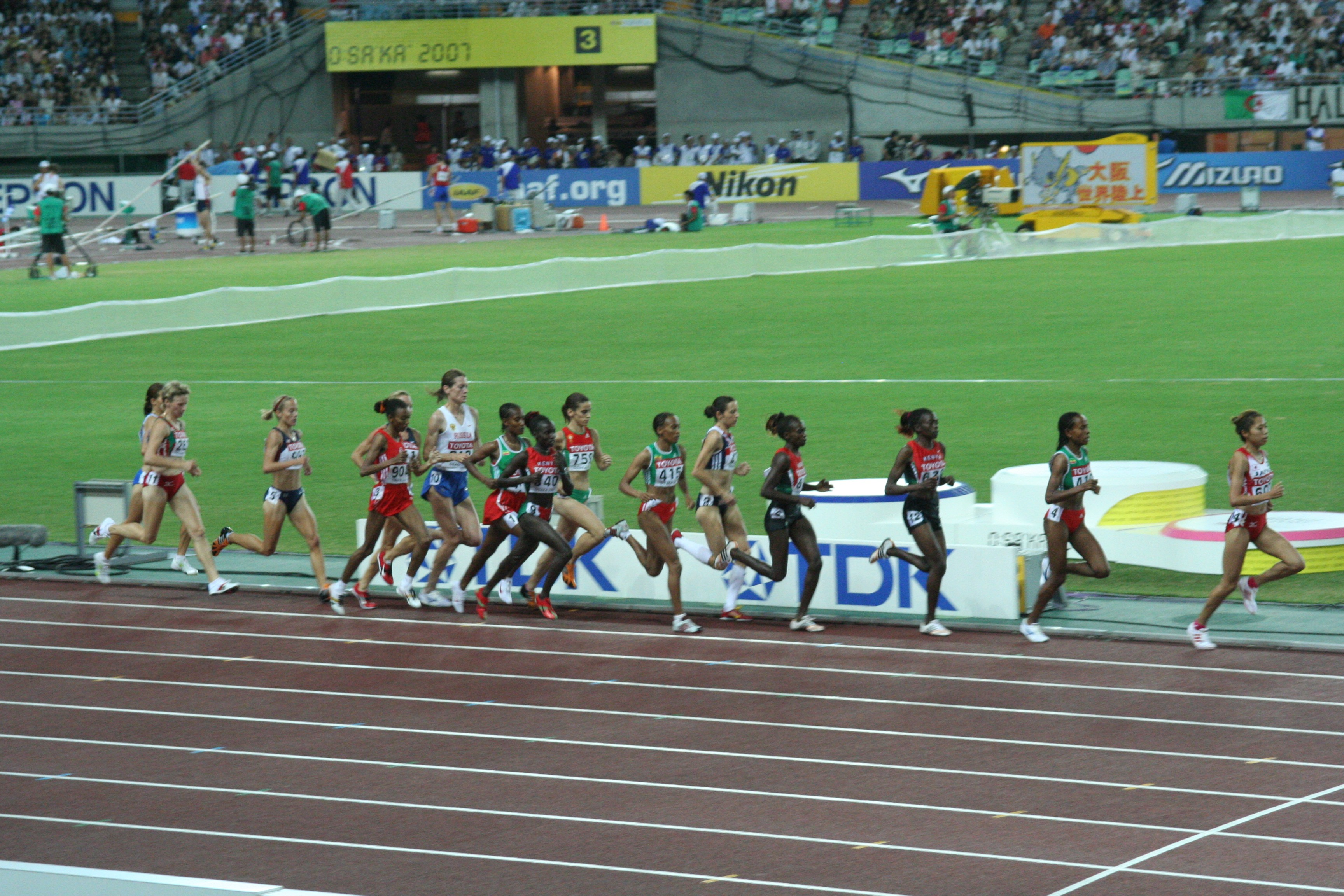
Hauptfeld 5000 Meter Frauen in Osaka 2007

- erste registrierte Bestzeit: 16:17,4 min,  Paola Pigni, 11. Mai 1969 in Formia
- erster offizieller Weltrekord: 15:14,51 min,  Paula Fudge, 13. September 1981 in Knarvik
- erste Zeit unter 15 Minuten: 14:58,89 min,  Ingrid Kristiansen, 28. Juni 1984 in Oslo
- erste Zeit unter 14:30 Minuten: 14:28,09 min,  Jiang Bo, 23. Oktober 1997 in Shanghai

## Erfolgreichste Sportler
- Lasse Viren, Olympiasieger 1972 und 1976
- Saïd Aouita, Olympiasieger 1984, Weltmeister 1987
- Ismael Kirui, Weltmeister 1993 und 1995
- Gabriela Szabo, Weltmeisterin 1997 und 1999
- Mo Farah, Olympiasieger 2012 und 2016, Weltmeister 2011, 2013 und 2015
- erfolgreichster Deutscher: Dieter Baumann, Olympiasieger 1992, Olympiazweiter 1988, Europameister 1994

## Statistik

### Medaillengewinner der Olympischen Spiele

#### Männer
| Jahr | Goldmedaille       | Silbermedaille        | Bronzemedaille          |
| ---- | ------------------ | --------------------- | ----------------------- |
| 1912 | Hannes Kolehmainen | Jean Bouin            | George Hutson           |
| 1920 | Joseph Guillemot   | Paavo Nurmi           | Eric Backman            |
| 1924 | Paavo Nurmi        | Ville Ritola          | Edvin Wide              |
| 1928 | Ville Ritola       | Paavo Nurmi           | Edvin Wide              |
| 1932 | Lauri Lehtinen     | Ralph Hill            | Lauri Virtanen          |
| 1936 | Gunnar Höckert     | Lauri Lehtinen        | Henry Jonsson           |
| 1948 | Gaston Reiff       | Emil Zátopek          | Wim Slijkhuis           |
| 1952 | Emil Zátopek       | Alain Mimoun          | Herbert Schade          |
| 1956 | Wladimir Kuz       | Gordon Pirie          | Derek Ibbotson          |
| 1960 | Murray Halberg     | Hans Grodotzki        | Kazimierz Zimny         |
| 1964 | Robert Schul       | Harald Norpoth        | William Dellinger       |
| 1968 | Mohammed Gammoudi  | Kipchoge Keino        | Naftali Temu            |
| 1972 | Lasse Virén        | Mohammed Gammoudi     | Ian Stewart             |
| 1976 | Lasse Virén        | Dick Quax             | Klaus-Peter Hildenbrand |
| 1980 | Miruts Yifter      | Suleiman Nyambui      | Kaarlo Maaninka         |
| 1984 | Saïd Aouita        | Markus Ryffel         | António Leitão          |
| 1988 | John Ngugi         | Dieter Baumann        | Hansjörg Kunze          |
| 1992 | Dieter Baumann     | Paul Bitok            | Fita Bayisa             |
| 1996 | Vénuste Niyongabo  | Paul Bitok            | Khalid Boulami          |
| 2000 | Million Wolde      | Ali Saïdi-Sief        | Brahim Lahlafi          |
| 2004 | Hicham El Guerrouj | Kenenisa Bekele       | Eliud Kipchoge          |
| 2008 | Kenenisa Bekele    | Eliud Kipchoge        | Edwin Cheruiyot Soi     |
| 2012 | Mo Farah           | Dejen Gebremeskel     | Thomas Longosiwa        |
| 2016 | Mo Farah           | Paul Kipkemoi Chelimo | Hagos Gebrhiwet         |
| 2020 | Joshua Cheptegei   | Mohammed Ahmed        | Paul Chelimo            |
| 2024 | Jakob Ingebrigtsen | Ronald Kwemoi         | Grant Fisher            |

#### Frauen
| Jahr | Goldmedaille     | Silbermedaille   | Bronzemedaille        |
| ---- | ---------------- | ---------------- | --------------------- |
| 1996 | Wang Junxia      | Pauline Konga    | Roberta Brunet        |
| 2000 | Gabriela Szabo   | Sonia O’Sullivan | Gete Wami             |
| 2004 | Meseret Defar    | Isabella Ochichi | Tirunesh Dibaba       |
| 2008 | Tirunesh Dibaba  | Meseret Defar    | Sylvia Jebiwott Kibet |
| 2012 | Meseret Defar    | Vivian Cheruiyot | Tirunesh Dibaba       |
| 2016 | Vivian Cheruiyot | Hellen Obiri     | Almaz Ayana           |
| 2020 | Sifan Hassan     | Hellen Obiri     | Gudaf Tsegay          |
| 2024 | Beatrice Chebet  | Faith Kipyegon   | Sifan Hassan          |

### Medaillengewinner der Weltmeisterschaften

#### Männer
| Jahr | Goldmedaille       | Silbermedaille     | Bronzemedaille        |
| ---- | ------------------ | ------------------ | --------------------- |
| 1983 | Eamonn Coghlan     | Werner Schildhauer | Martti Vainio         |
| 1987 | Saïd Aouita        | Domingos Castro    | Jack Buckner          |
| 1991 | Yobes Ondieki      | Fita Bayisa        | Brahim Boutayeb       |
| 1993 | Ismael Kirui       | Haile Gebrselassie | Fita Bayisa           |
| 1995 | Ismael Kirui       | Khalid Boulami     | Shem Kororia          |
| 1997 | Daniel Komen       | Khalid Boulami     | Thomas Nyariki        |
| 1999 | Salah Hissou       | Benjamin Limo      | Mohammed Mourhit      |
| 2001 | Richard Limo       | Million Wolde      | John Kibowen          |
| 2003 | Eliud Kipchoge     | Hicham El Guerrouj | Kenenisa Bekele       |
| 2005 | Benjamin Limo      | Sileshi Sihine     | Craig Mottram         |
| 2007 | Bernard Lagat      | Eliud Kipchoge     | Moses Ndiema Kipsiro  |
| 2009 | Kenenisa Bekele    | Bernard Lagat      | James Kwalia          |
| 2011 | Mo Farah           | Bernard Lagat      | Dejen Gebremeskel     |
| 2013 | Mo Farah           | Hagos Gebrhiwet    | Isiah Kiplangat Koech |
| 2015 | Mo Farah           | Caleb Ndiku        | Hagos Gebrhiwet       |
| 2017 | Muktar Edris       | Mo Farah           | Paul Kipkemoi Chelimo |
| 2019 | Muktar Edris       | Selemon Barega     | Mohammed Ahmed        |
| 2022 | Jakob Ingebrigtsen | Jacob Krop         | Oscar Chelimo         |
| 2023 | Jakob Ingebrigtsen | Mohamed Katir      | Jacob Krop            |

#### Frauen
| Jahr | Goldmedaille     | Silbermedaille             | Bronzemedaille            |
| ---- | ---------------- | -------------------------- | ------------------------- |
| 1995 | Sonia O’Sullivan | Fernanda Ribeiro           | Zahra Ouaziz              |
| 1997 | Gabriela Szabo   | Roberta Brunet             | Fernanda Ribeiro          |
| 1999 | Gabriela Szabo   | Zahra Ouaziz               | Ayelech Worku             |
| 2001 | Olga Jegorowa    | Marta Domínguez            | Ayelech Worku             |
| 2003 | Tirunesh Dibaba  | Marta Domínguez            | Edith Masai               |
| 2005 | Tirunesh Dibaba  | Meseret Defar              | Ejegayehu Dibaba          |
| 2007 | Meseret Defar    | Vivian Cheruiyot           | Priscah Jepleting Cherono |
| 2009 | Vivian Cheruiyot | Sylvia Jebiwott Kibet      | Meseret Defar             |
| 2011 | Vivian Cheruiyot | Sylvia Jebiwott Kibet      | Meseret Defar             |
| 2013 | Meseret Defar    | Mercy Cherono              | Almaz Ayana               |
| 2015 | Almaz Ayana      | Senbere Teferi             | Genzebe Dibaba            |
| 2017 | Hellen Obiri     | Almaz Ayana                | Sifan Hassan              |
| 2019 | Hellen Obiri     | Margaret Chelimo Kipkemboi | Konstanze Klosterhalfen   |
| 2022 | Gudaf Tsegay     | Beatrice Chebet            | Dawit Seyaum              |
| 2023 | Faith Kipyegon   | Sifan Hassan               | Beatrice Chebet           |

### Weltrekordentwicklung

#### Männer
| Zeit (min) | Name               | Datum              | Ort       |
| ---------- | ------------------ | ------------------ | --------- |
| 14:36,6    | Hannes Kolehmainen | 10. Juli 1912      | Stockholm |
| 14:35,4    | Paavo Nurmi        | 12. September 1922 | Stockholm |
| 14:28,2    | Paavo Nurmi        | 19. Juni 1924      | Helsinki  |
| 14:17,0    | Lauri Lehtinen     | 19. Juni 1932      | Helsinki  |
| 14:08,8    | Taisto Mäki        | 16. Juni 1939      | Helsinki  |
| 13:58,2    | Gunder Hägg        | 20. September 1942 | Göteborg  |
| 13:57,2    | Emil Zátopek       | 30. Mai 1954       | Colombes  |
| 13:56,6    | Wladimir Kuz       | 29. August 1954    | Bern      |
| 13:51,6    | Chris Chataway     | 13. Oktober 1954   | London    |
| 13:51,2    | Wladimir Kuz       | 23. Oktober 1954   | Prag      |
| 13:50,8    | Sándor Iharos      | 10. September 1955 | Budapest  |
| 13:46,8    | Wladimir Kuz       | 18. September 1955 | Belgrad   |
| 13:40,6    | Sándor Iharos      | 23. Oktober 1955   | Budapest  |
| 13:36,8    | Gordon Pirie       | 19. Juni 1956      | Bergen    |
| 13:35,0    | Wladimir Kuz       | 13. Oktober 1957   | Rom       |
| 13:34,8    | Ron Clarke         | 16. Januar 1965    | Hobart    |
| 13:33,6    | Ron Clarke         | 1. Februar 1965    | Auckland  |
| 13:25,8    | Ron Clarke         | 4. Juni 1965       | Compton   |
| 13:24,2    | Kipchoge Keino     | 30. November 1965  | Auckland  |
| 13:16,6    | Ron Clarke         | 5. Juli 1966       | Stockholm |
| 13:16,4    | Lasse Virén        | 14. September 1972 | Helsinki  |
| 13:13,0    | Emil Puttemans     | 20. September 1972 | Brüssel   |
| 13:12,9    | Dick Quax          | 5. Juli 1977       | Stockholm |
| 13:08,4    | Henry Rono         | 8. April 1978      | Berkeley  |
| 13:06,20   | Henry Rono         | 13. September 1981 | Knarvik   |
| 13:00,41   | David Moorcroft    | 7. Juli 1982       | Oslo      |
| 13:00,40   | Saïd Aouita        | 27. Juli 1985      | Oslo      |
| 12:58,39   | Saïd Aouita        | 22. Juli 1987      | Rom       |
| 12:56,96   | Haile Gebrselassie | 4. Juni 1994       | Hengelo   |
| 12:55,30   | Moses Kiptanui     | 8. Juni 1995       | Rom       |
| 12:44,39   | Haile Gebrselassie | 16. August 1995    | Zürich    |
| 12:41,86   | Haile Gebrselassie | 13. August 1997    | Zürich    |
| 12:39,74   | Daniel Komen       | 22. August 1997    | Brüssel   |
| 12:39,36   | Haile Gebrselassie | 13. Juni 1998      | Helsinki  |
| 12:37,35   | Kenenisa Bekele    | 31. Mai 2004       | Hengelo   |
| 12:35,36   | Joshua Cheptegei   | 14. August 2020    | Monaco    |

#### Frauen
| Zeit (min) | Name               | Datum              | Ort       |
| ---------- | ------------------ | ------------------ | --------- |
| 15:14,51   | Paula Fudge        | 13. September 1981 | Knarvik   |
| 15:13,22   | Anne Audain        | 17. März 1982      | Auckland  |
| 15:08,26   | Mary Decker        | 5. Juni 1982       | Eugene    |
| 14:58,89   | Ingrid Kristiansen | 28. Juni 1984      | Oslo      |
| 14:48,07   | Zola Budd          | 26. August 1985    | London    |
| 14:37,33   | Ingrid Kristiansen | 5. August 1986     | Stockholm |
| 14:36,45   | Fernanda Ribeiro   | 22. Juli 1995      | Hechtel   |
| 14:31,27   | Dong Yanmei        | 21. Oktober 1997   | Shanghai  |
| 14:28,09   | Jiang Bo           | 23. Oktober 1997   | Shanghai  |
| 14:24,68   | Elvan Abeylegesse  | 11. Juni 2004      | Bergen    |
| 14:24,53   | Meseret Defar      | 3. Juni 2006       | New York  |
| 14:16,63   | Meseret Defar      | 15. Juni 2007      | Oslo      |
| 14:11,15   | Tirunesh Dibaba    | 6. Juni 2008       | Oslo      |
| 14:06,62   | Letesenbet Gidey   | 7. Oktober 2020    | Valencia  |
| 14:05,20   | Faith Kipyegon     | 9. Juni 2023       | Paris     |
| 14:00,21   | Gudaf Tsegay       | 17. September 2023 | Eugene    |
| 13:58,06   | Beatrice Chebet    | 5. Juli 2025       | Eugene    |

### Weltbestenliste

#### Männer
Alle Läufer mit einer Zeit von 12:51,69 min und schneller (Letzte Veränderung: 20. Juni 2025).
1. 12:35,36 min  Joshua Cheptegei, Monaco, 14. August 2020
2. 12:36,73 min  Hagos Gebrhiwet, Oslo, 30. Mai 2024
3. 12:37,35 min  Kenenisa Bekele, Hengelo, 31. Mai 2004
4. 12:38,95 min  Yomif Kejelcha, Oslo, 30. Mai 2024
5. 12:39,36 min  Haile Gebrselassie, Helsinki, 13. Juni 1998
6. 12:39,74 min  Daniel Komen, Brüssel, 22. August 1997
7. 12:40,45 min  Berihu Aregawi, Lausanne, 30. Juni 2023
8. 12:40,96 min  Jacob Kiplimo, Oslo, 30. Mai 2024
9. 12:42,70 min  Telahun Haile Bekele, Monaco, 21. Juli 2023
10. 12:43,02 min  Selemon Barega, Brüssel, 31. August 2018
11. 12:44,09 min  Grant Fisher, Boston, 14. Februar 2025 (NACAC-Rekord)
12. 12:44,27 min  Andreas Almgren, Stockholm, 15. Juni 2025 (Europarekord)
13. 12:45,01 min  Mohamed Katir, Monaco, 21. Juli 2023
14. 12:45,27 min  Nico Young, Oslo, 12. Juni 2025
15. 12:45,71 min  Jacob Krop, Brüssel, 2. September 2022
16. 12:45,93 min  Biniam Mehary, Oslo, 12. Juni 2025
17. 12:46,33 min  Nicholas Kimeli, Rom, 9. Juni 2022
18. 12:46,41 min  Kuma Girma, Oslo, 12. Juni 2025
19. 12:46,53 min  Eliud Kipchoge, Rom, 2. Juli 2004
20. 12:46,59 min  George Mills, Oslo, 12. Juni 2025
21. 12:46,81 min  Dejen Gebremeskel, Saint-Denis, 6. Juli 2012
22. 12:47,04 min  Sileshi Sihine, Rom, 2. Juli 2004
23. 12:47,20 min  Mohammed Ahmed, Portland, 10. Juli 2020
24. 12:47,67 min  Thierry Ndikumwenayo, Oslo, 12. Juni 2025
25. 12:48,20 min  Graham Blanks, Oslo, 12. Juni 2025
26. 12:48,45 min  Jakob Ingebrigtsen, Florenz, 10. Juni 2021
27. 12:48,64 min  Isiah Kiplangat Koech, Saint-Denis, 6. Juli 2012
28. 12:48,66 min  Isaac Kiprono Songok, Zürich, 18. August 2006
29. 12:48,67 min  Birhanu Balew, Paris, 20. Juni 2025
30. 12:48,77 min  Yenew Alamirew, Saint-Denis, 6. Juli 2012
31. 12:48,81 min  Saif Saaeed Shaheen, Ostrava, 12. Juni 2003
32. 12:49,04 min  Thomas Longosiwa, Saint-Denis, 6. Juli 2012
33. 12:49,28 min  Brahim Lahlafi, Brüssel, 25. August 2000
34. 12:49,50 min  John Kipkoech, Saint-Denis, 6. Juli 2012
35. 12:49,65 min  Addisu Yihune, Oslo, 30. Mai 2024
36. 12:49,71 min  Mohammed Mourhit, Brüssel, 25. August 2000
37. 12:49,80 min  Mezgebu Sime, Oslo, 12. Juni 2025
38. 12:49,87 min  Paul Tergat, Zürich, 13. August 1997
39. 12:50,24 min  Hicham El Guerrouj, Ostrava, 12. Juni 2003
40. 12:50,25 min  Abderrahim Goumri, Brüssel, 26. August 2005
41. 12:50,55 min  Moses Ndiema Masai, Berlin, 1. Juni 2008
42. 12:50,58 min  Luis Grijalva, Oslo, 30. Mai 2024
43. 12:50,72 min  Moses Ndiema Kipsiro, Brüssel, 14. September 2007
44. 12:50,80 min  Salah Hissou, Rom, 5. Juni 1996
45. 12:50,86 min  Ali Saïdi-Sief, Rom, 30. Juni 2000
46. 12:50,87 min  Dominic Lobalu, Oslo, 12. Juni 2025 (Schweizer Rekord)
47. 12:51,00 min  Joseph Ebuya, Brüssel, 14. September 2007
48. 12:51,34 min  Edwin Cheruiyot Soi, Monaco, 19. Juli 2013
49. 12:51,45 min  Vincent Chepkok, Doha, 14. Mai 2010
50. 12:51,69 min  Jimmy Gressier, Paris, 20. Juni 2025

- deutscher Rekord: Mohamed Abdilaahi – 12:53,63 min am 11. Juli 2025 in Monaco
- österreichischer Rekord: Günther Weidlinger – 13:13,44 min am 22. Juli 2005 in London

#### Frauen
Alle Läuferinnen mit einer Zeit von 14:30,77 min und schneller (Letzte Veränderung: 7. Juni 2025).
1. 13:58,06 min  Beatrice Chebet, Eugene , 5. Juli 2025
2. 14:00,21 min  Gudaf Tsegay, Eugene, 17. September 2023
3. 14:05,20 min  Faith Kipyegon, Paris, 9. Juni 2023
4. 14:06,62 min  Letesenbet Gidey, Valencia, 7. Oktober 2020
5. 14:11,15 min  Tirunesh Dibaba, Oslo, 6. Juni 2008
6. 14:12,59 min  Almaz Ayana, Rom, 2. Juni 2016
7. 14:12,88 min  Meseret Defar, Stockholm, 22. Juli 2008
8. 14:12,98 min  Ejgayehu Taye, Eugene, 27. Mai 2022
9. 14:13,42 min  Sifan Hassan, London, 23. Juli 2023 (Europarekord)
10. 14:15,24 min  Senbere Teferi, Hengelo, 8. Juni 2021
11. 14:15,41 min  Genzebe Dibaba, Saint-Denis, 4. Juli 2015
12. 14:16,54 min  Medina Eisa, London, 23. Juli 2023
13. 14:18,37 min  Hellen Obiri, Rom, 7. Juni 2017
14. 14:19,45 min  Alicia Monson, London, 23. Juli 2023 (NACAC-Rekord)
15. 14:19,33 min  Freweyni Hailu, Rom, 6. Juni 2025
16. 14:20,68 min  Agnes Jebet Tirop, London, 21. Juli 2019
17. 14:20,87 min  Vivian Cheruiyot, Stockholm, 29. Juli 2011
18. 14:23,05 min  Lilian Kasait Rengeruk, Paris, 9. Juni 2023
19. 14:23,15 min  Nadia Battocletti, Rom, 6. Juni 2025
20. 14:23,67 min  Margaret Chelimo Kipkemboi, Paris, 9. Juni 2023
21. 14:23,75 min  Lilija Schobuchowa, Kasan, 19. Juli 2008
22. 14:23,92 min  Shelby Houlihan, Portland, 10. Juli 2020
23. 14:24,68 min  Elvan Abeylegesse, Bergen, 11. Juni 2004
24. 14:25,34 min  Francine Niyonsaba, Brüssel, 3. September 2021
25. 14:25,37 min  Josette Andrews, Rom, 6. Juni 2025
26. 14:25,80 min  Agnes Jebet Ngetich, Miramar, 2. Mai 2025
27. 14:25,84 min  Dawit Seyaum, Oslo, 16. Juni 2022
28. 14:26,34 min  Karissa Schweizer, Portland, 10. Juli 2020
29. 14:26,76 min  Konstanze Klosterhalfen, Berlin, 3. August 2019 (deutscher Rekord)
30. 14:26,80 min  Fantu Worku, Oslo, 1. Juli 2021
31. 14:27,11 min  Chaltu Dida, Rom, 6. Juni 2025
32. 14:27,33 min  Aleshign Baweke, Rom, 6. Juni 2025
33. 14:27,55 min  Caroline Chepkoech Kipkirui, Brüssel, 1. September 2017
34. 14:28,09 min  Jiang Bo, Shanghai, 23. Oktober 1997 (Asienrekord)
35. 14:28,39 min  Sentayehu Ejigu, Saint-Denis, 16. Juli 2010
36. 14:28,53 min  Fotyen Tesfay, Brüssel, 14. September 2024
37. 14:28,55 min  Eilish McColgan, Oslo, Juli 2021
38. 14:28,80 min  Birke Haylom, Xiamen, 26. April 2025
39. 14:29,11 min  Paula Radcliffe, Bydgoszcz, 20. Juni 2004
40. 14:29,18 min  Nozomi Tanaka, Brüssel, 8. September 2023
41. 14:29,29 min  Hirut Meshesha, Xiamen, 26. April 2025
42. 14:29,32 min  Olga Jegorowa, Berlin, 31. August 2001
43. 14:29,32 min  Berhane Adere, Oslo, 27. Juni 2003
44. 14:29,50 min  Viola Jelagat Kibiwot, Rabat, 22. Mai 2016
45. 14:29,60 min  Tsehay Gemechu, Doha, 5. Oktober 2019
46. 14:29,82 min  Dong Yanmei, Shanghai, 23. Oktober 1997
47. 14:30,14 min  Caroline Nyaga, Brüssel, 14. September 2024
48. 14:30,42 min  Sally Kipyego, Zürich, 8. September 2011
49. 14:30,54 min  Likina Amebaw, Xiamen, 26. April 2025
50. 14:30,77 min  Eva Cherono, Brüssel, 3. September 2021

- Schweizer Rekord: Anita Weyermann – 14:59,28 min am 5. Juni 1996 in Rom
- österreichischer Rekord: Susanne Pumper – 15:10,54 min am 22. Juli 2001 in London